# هيلموت أوتو هوفر
هيلموت أوتو هوفر (بالألمانية: Helmut Hofer)‏ هو عالم حيوانات نمساوي، ولد في 22 ديسمبر 1912 في Hranice (Přerov District) ‏ في التشيك، وتوفي في 1989.